# Волжанин

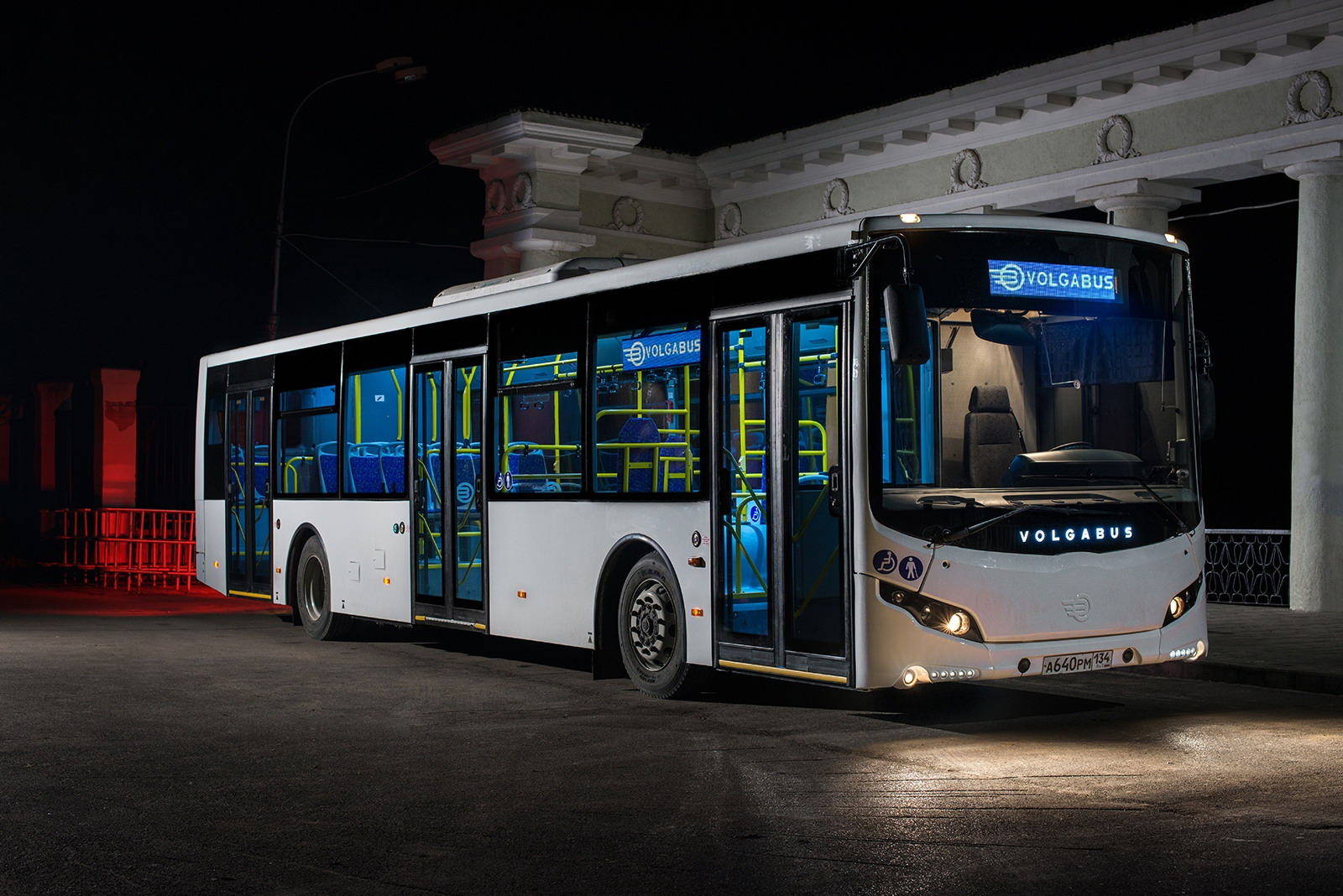
Низькопідлоговий автобус для олімпіади в Сочі

«Волжанин» — російський автобусобудівний холдинг. Головне підприємство розташоване в місті Волжському Волгоградської області. До складу холдингу входять лізингова компанія, дистриб'юторський центр з розгалуженою мережею дилерів та логістичний центр.
Компанія заснована в 1993 році. Перші п'ять років роботи вона збирала автобуси з машинокомплектів Лікінського автобусного заводу. «Волжанин» першим у Росії почав виробництво низькопідлогових автобусів з алюмінієвим кузовом і електронними системами управління.

## Власники і керівництво
Генеральний директор — Олексій Бакулін

## Діяльність
У даний час компанія випускає міські, приміські, міжміські та автобуси спеціального призначення під марками «Волжанин» і «Volgabus» (для зарубіжного ринку).
Прибуток компанії в 2004 році склав більше 625 млн руб., чистий прибуток — 7 млн руб. В 2005 році було виготовлено 240 автобусів.
Низькопідлоговий автобус «СітіРитм» другий рік поспіль здобуває перше місце на конкурсі «Найкращий комерційний автомобіль року в Росії»

Підприємство веде міжнародну діяльність. У Гамбію було поставлено 12 туристичних автобусів «Дельта» .

## Історія[2]
- 1995 год — «Волжанін» стає родоначальником виробництва автобусів туристичного класу. На підприємстві розроблена оригінальна модель першого в історії Росії міжміського автобуса «5268».
- 1995—1997 рр .. — зібрані дослідні зразки і почата серійна збірка великого міського автобуса «Волжанін-5270» власної конструкції.
- 1998 рік — Проведена сертифікація виробництва за міжнародною системою якості ISO 9001. Отримано міжнародний сертифікат на розробку та виробництво автобусів TUV CERT.
- 1999 рік — Започатковано серійний випуск автобусів під маркою «Волжанин».
- 2000 рік — Почато серійний випуск приміських і міжміських автобусів.
- 2001 рік — Створено та запущено в серійне виробництво 15-метровий триколісний міський автобус «Волжанин-6270».
- 2003 рік — Вперше в Росії створено 15-метровий міжміський лайнер на шасі «Scania».
- 2003 рік — За підсумками конкурсу «Кращий комерційний автомобіль року в Росії» модель міжміського автобуса «Волжанін-5285» визнана переможцем у номінації «Вітчизняний автобус».
- 2004 рік — Почато виробництво низкопілогового міського 15-метрового автобуса.
- 2004 рік — створено дослідний зразок невеликого міського автобуса на шасі « ТАТА» «Волжанін-3290».
- 2004 рік — На виставці «Мотор Шоу (МІМС) -2004» автобус В. І. П.-класу «Волжанін» отримав диплом «За оригінальність конструкції».
- 2005 рік — За підсумками конкурсу «Кращий комерційний автомобіль року в Росії» модель міського п'ятидесятиметрового автобуса «Волжанін-6270» визнана переможцем у номінації «Вітчизняний автобус».
- 2006 рік — створено перший в Росії повноцінний низькопілоговий автобус з кузовом із алюмінієвого сплаву «СітіРитм».
- 2006 рік — «Волжанін» став першим російським заводом, який представив свій автобус на всесвітній виставці комерційного транспорту «IAA» у німецькому Ганновері.
- 2007 рік — Випущений сучасний автобус підвищеної пасажироподібності з кузовом із алюмінієвого сплаву «СітіРитм — 15».
- 2007 рік — «Волжанин» першим з російських заводів взяв участь у головній світовій виставці автобусів «Busworld» в г. Кортрийк (Бельгія).
- 2007 рік — Відкрите представництво в Санкт-Петербурзі.
- 2008 рік — Призупинено випуск автобусів під торговою маркою «Волжанин».
- 2008 рік — Створена група компаній «Volgabus», яка об'єднала в єдиний холдинг виробничі, наукові та інвестиційні підрозділи.

## Моделі автобусів на 2007 рік

### Міські автобуси
- Волжанин-32901 — автобус малого класу, сучасна альтернатива мікроавтобусу.
- Волжанин-5270 — автобус великого класу, призначений для багатоцільовий експлуатації на регулярних маршрутах.
- Волжанин-6270 — односекційний тривісний автобус особливо великої місткості.
- Волжанин-5270.06 «Сітіритм-12» — міський низькопідлоговий автобус нового покоління з кузовом з алюмінієвого сплаву.
- Волжанин-6270.06 «Сітіритм 15» — міський низькопідлоговий тривісний автобус особливо великої місткості з кузовом з алюмінієвого сплаву.
- Волжанин-6271 «СітіРитм-18» — дослідний міський низькопідлоговий автобус нового покоління особливо великої місткості з сполучених кузовом з алюмінієвого сплаву.
- Volgabus-5270.00 «СітіРитм-12» —міський низькопідлоговий автобус великого класу. Має сучасний 12-метровий кузов із нержавіючої сталі, АКПП нового покоління і двигун, аналогічний автобусу ЛіАЗ-6213.
- Volgabus-6271 «СітіРитм-18» — міський низькопідлоговий автобус особливо великої місткості з сучасним сполучених 18-метровим кузовом з нержавіючої сталі, АКПП нового покоління і двигуном, аналогічним автобусу ЛіАЗ-6213.
- Volgabus-4298 Volgabus «Ритмікс» — автобус середнього класу з загальною місткістю 56 пасажирів, з 18, 20, 22 або 24 місцями для сидіння, 48-місний приміський з 30 місцями для сидіння та 25-місний спеціальний автобус, який відповідає вимогам, що пред'являються до перевезення дітей шкільного віку.

### Приміські автобуси
- Волжанин-32901 — автобус малого класу
- Волжанин 52701 — автобус великого класу

### Міжміські автобуси
- Волжанин 52851 —автобус, призначений для міжміських маршрутів далекого прямування
- Волжанин-52702 — комфортабельний автобус для міжміських маршрутів середньої дальності

## «Волжанин» в Україні
Проєкт по організації збірного виробництва автобусів марки «Волжанин» на території міста Красний Луч. реалізує луганське підприємство ТОВ «КАН-Транс» спільно з російським партнером — волгоградській групою компаній «Волгабус».
На першому етапі організації виробництва автобусів, до 1 травня 2011 року, на підприємстві ТОВ «КАН-Транс» планується здійснити реконструкцію існуючих виробничих площ під виробництво, встановити 2 лінії по великовузлового складання, а також фарбувальні камери (на 2 автобуси), сертифікувати виробництво і потім почати його.
До кінця 2011 року планується зібрати до 150 автобусів різних модифікацій. На виробництві буде створено близько 200 робочих місць.
На другому етапі, до середини 2012 року, на виробництві планується організувати дрібновузлову (поглиблену збірку) автобусів з наступними виробничими циклами: фарбування кузовів автобусів, самостійна поставка за прямими договорами з Європи з подальшою установкою на автобуси ряду агрегатів (двигунів, КПП, мостів та ін .), виготовлення на підприємствах Луганської області та подальша установка при виробництві на автобуси сидінь, стекол, інших комплектуючих. До кінця 2012 року планується організувати дрібновузлове виробництво з продуктивністю до 200 автобусів різної місткості на рік. Додатково на виробництві буде створено ще 200 робочих місць. Передбачається також організація сервісної мережі технічного обслуговування нових автобусів на території області. У перспективі вироблені на Луганщині автобуси зможуть поставлятися на ринок сусідніх областей східної України.
Виробництво на Луганщині малих і середніх автобусів здешевить їх для перевізників. Проєкт виробництва автобусів для пасажирських перевезень російської марки «Волжанин» на території Луганської області став темою зустрічі голови Луганської облдержадміністрації Володимира Пристюка і голови обласної ради Валерія Голенка з представниками волгоградського автовиробника машин марки «Волжанин».
Як зазначив генеральний директор групи компаній «Волгабус» Олексій Бакулін, їх продукт за ціною зіставимо з тими автобусами, які сьогодні виробляються в Україні («Богдан», «Еталон» та ін.). Разом з тим він перевершує українські аналоги за багатьма технічними параметрами, зарекомендувавши себе позитивно на міжнародному рівні. «Ми могли б продавати свій продукт, але розуміємо необхідність організувати виробництво на місці», — заявив Олексій Бакулін.
З 2012 року і до початку війни автобуси під брендом «Донбас» збиралися в Красному Лучі.